# War Now
War Now es un EP de la banda de punk metal escocesa The Exploited. Los tres temas que contiene, suelen aparecer como temas extra en el álbum Death Before Dishonour.

## Lista de temas
- Todos los temas compuestos por The Exploited

1. War Now
2. United Chaos and Anarchy
3. Sexual Favours (Dub Version)

## Músicos
- Wattie Buchan - Vocalista
- Nigel "Nig" Swanson - Guitarra
- Mark "Smeeks" Smellie - Bajo
- * Wullie Buchan - Batería, guitarra
- Captain Clit-Nob (Scarlet), Kev The Con - Coros en "War Now"
- Kathie, Debbie, Tracy - Coros en "Sexual Favours"

(*) En la contraportada del álbum sale una foto del grupo, y en ella aparece Wullie, pero no se le acredita como músico